# Camarles

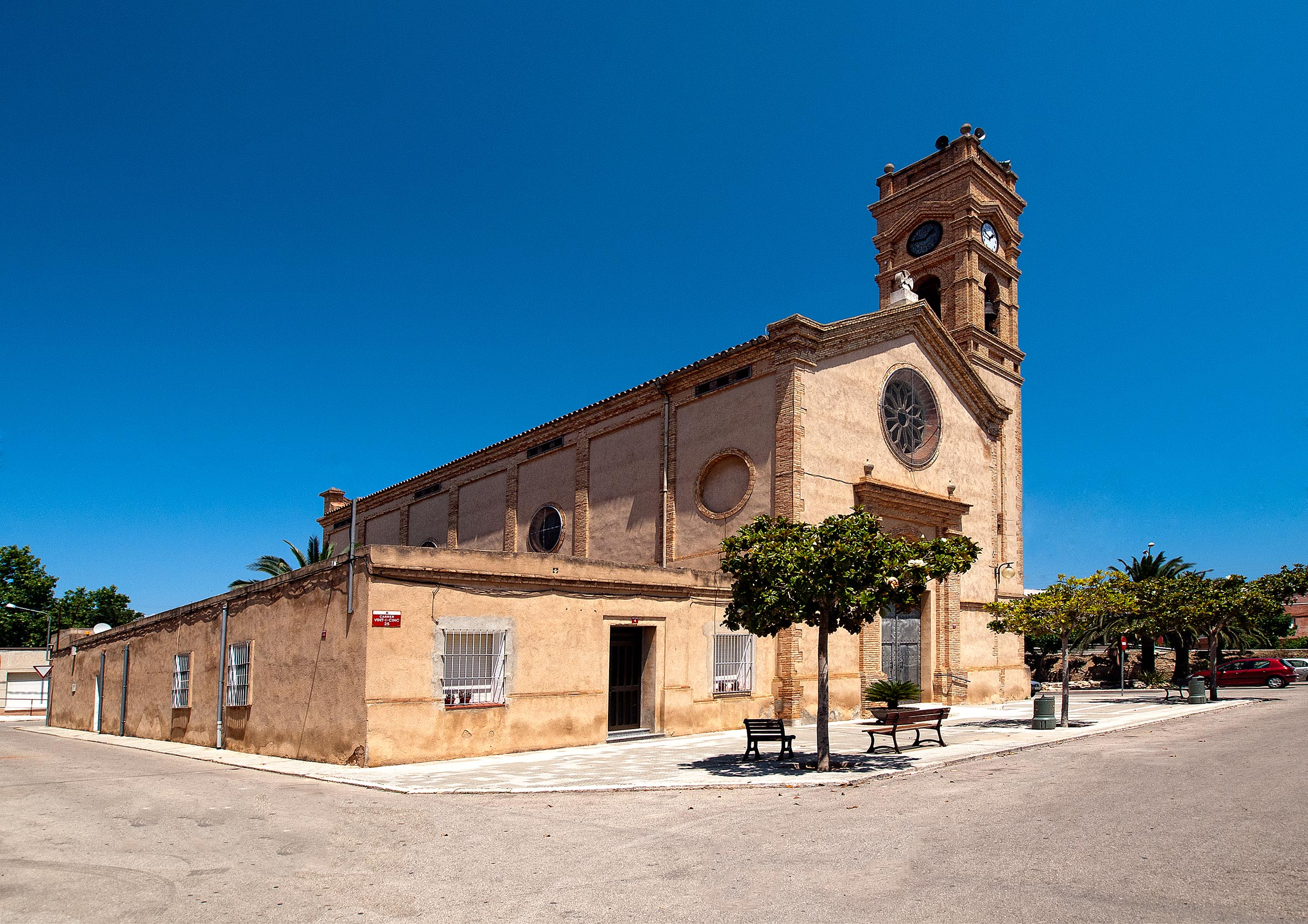
Kerk

Camarles is een gemeente in de Spaanse provincie Tarragona in de regio Catalonië met een oppervlakte van 30 km². Camarles telt 3.349 inwoners (1 januari 2016).
De gemeente bestaat uit de kernen van Camarles, La Granadella en Iligallos del Roig en del Gànguil. Het dorp noemt zichzelf de "Mirador del Delta" omdat de stad een paar meter hoger gelegen is dan de deltavlakte.
Slechts een derde van de oppervlakte (931 ha) is deltaic. Het bereikt de zee via een smalle strook van de gemeente L'Ampolla. In de middeleeuwen waren de enige bewoners de verdedigers van de torens van Camarles en La Granadella, gebouwen die zijn gerestaureerd. Het kasteel of de toren van Camarles is cirkelvormig, van steen, opgetrokken op een oude islamitische boerderij. De toren in La Granadella is vierkant. In 1150 schonk Ramon Berenguer IV het kasteel van Camarles aan Guillem de Sunyer en van La Granadella aan bisschop Gaufred.

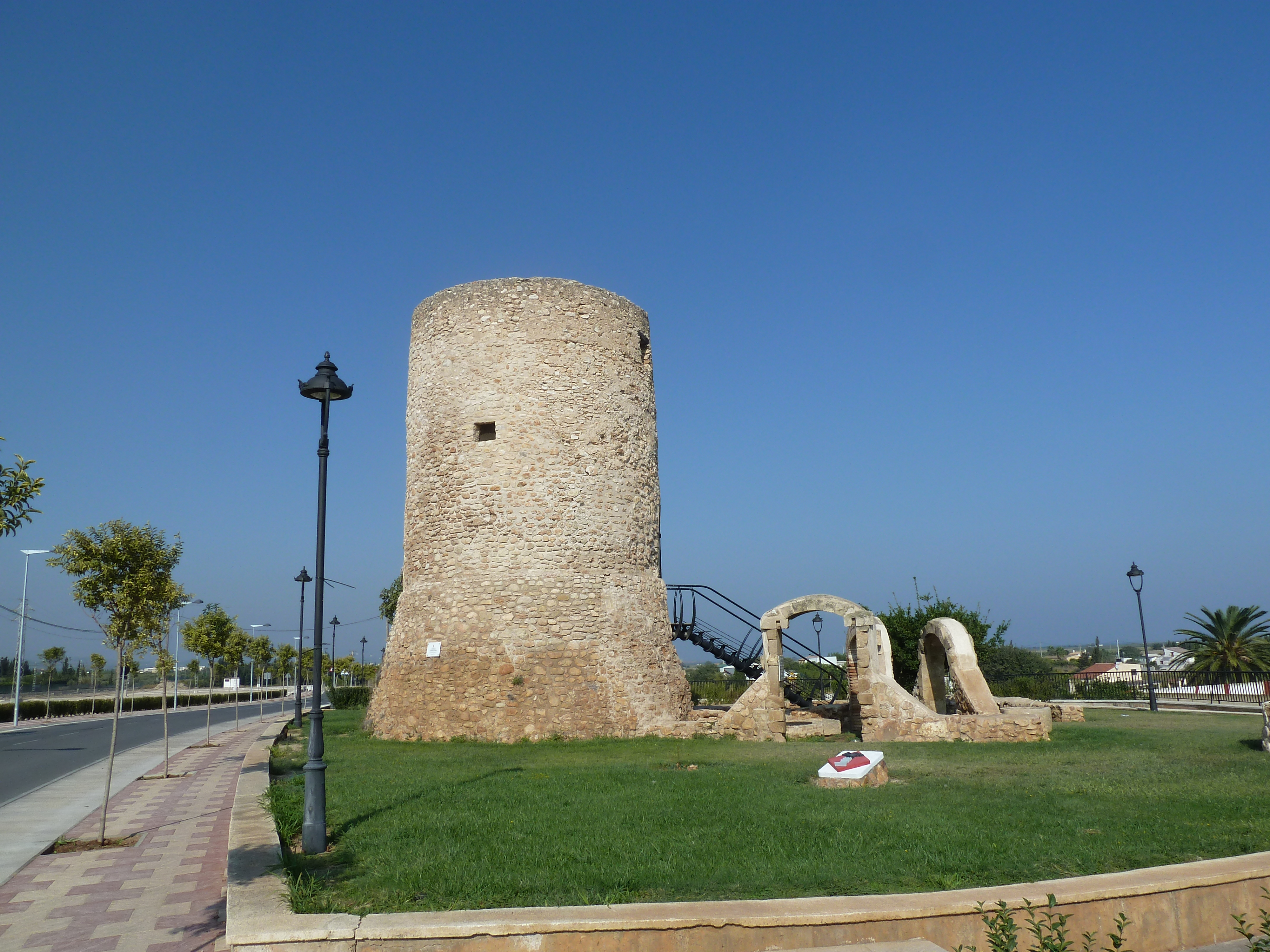

In het vertrek van de Bordissal, een paar meter van de oude kust, aan het begin van de jaren vijftig, waren er ongeveer dertig terracottabeeldjes met de vrouwelijke voorstelling toegeschreven aan de godin Tanit. In de daaropvolgende onderzoeken bevonden zich een reeks muren en een silo, evenals zwarte lakkeramiek. Het was een Iberische site van de 4e tot 3e eeuw voor Christus. Aan het begin van de 20e eeuw was de bevolking van het huidige Camarles-tijdperk niet groter dan een paar honderd inwoners. De ontwikkeling kwam met het kanaal links van de Ebro (1912). In het jaar 1956 werd de Cooperativa Arrocera opgericht en in de afgelopen jaren zijn putten geopend en zijn citrusvruchten en groenten enorm toegenomen in landen waar olijfbomen zijn ontworteld, regressief. Er zijn ook pluimveebedrijven gebouwd. Camarles is een goed verstedelijkte stad, met rechte en brede straten, met wat tuinen en een wandeling. De diensten zijn goed voor hun afmetingen. Het heeft de parochiekerk van Santo Jaume. De lligallos del Gànguil en del Roig zijn ook gegroeid en hebben de moderne kerk van Sant Joan Baptista. De snelweg A-7, de N-340, twee wegen naar Deltebre en de spoorlijn Tarragona-València steken de grens over. In de hele N-340 zijn bedrijven van bouwmaterialen, metaal en anderen geïnstalleerd, evenals recreatiecentra. De recente verstedelijking (1992) van het industrieterrein Venta Nova, ook naast de N-340, creëerde veel mogelijkheden voor werk in Camarles en deltasteden.
Aiguamúrcia · Albinyana · L'Albiol · Alcanar · Alcover · L'Aldea · Aldover · L'Aleixar · Alfara de Carles · Alforja · Alió · Almoster · Altafulla · L'Ametlla de Mar · L'Ampolla · Amposta · L'Arboç · Arbolí · L'Argentera · Arnes · Ascó · Banyeres del Penedès · Barberà de la Conca · Batea · Bellmunt del Priorat · Bellvei · Benifallet · Benissanet · La Bisbal de Montsant · La Bisbal del Penedès · Blancafort · Bonastre · Les Borges del Camp · Bot · Botarell · Bràfim · Cabacés · Cabra del Camp · Calafell · Camarles · Cambrils · La Canonja · Capafonts · Capçanes · Caseres · El Catllar · Castellvell del Camp · Colldejou · Conesa · Constantí · Corbera d'Ebre · Cornudella de Montsant · Creixell · Cunit · Deltebre · Duesaigües · L'Espluga de Francolí · Falset · La Fatarella · La Febró · La Figuera · Figuerola del Camp · Flix · Forès · Freginals · La Galera · Gandesa · Garcia · Els Garidells · Ginestar · Godall · Gratallops · Els Guiamets · Horta de Sant Joan · El Lloar · Llorac · Llorenç del Penedès · Margalef · Marçà · Mas de Barberans · Masdenverge · Masllorenç · La Masó · Maspujols · El Masroig · El Milà · Miravet · El Molar · Mont-ral · Mont-roig del Camp · Montblanc · Montbrió del Camp · Montferri · El Montmell · Móra d'Ebre · Móra la Nova · El Morell · La Morera de Montsant · La Nou de Gaià · Nulles · Els Pallaresos · La Palma d'Ebre · Passanant i Belltall · Paüls · Perafort · El Perelló · Les Piles · El Pinell de Brai · Pira · El Pla de Santa Maria · La Pobla de Mafumet · La Pobla de Massaluca · La Pobla de Montornès · Poboleda · El Pont d'Armentera · Pontils · Porrera · Pradell de la Teixeta · Prades · Prat de Comte · Pratdip · Puigpelat · Querol · La Ràpita · Rasquera · Renau · Reus · La Riba · Riba-roja d'Ebre · La Riera de Gaià · Riudecanyes · Riudecols · Riudoms · Rocafort de Queralt · Roda de Berà · Rodonyà · Roquetes · El Rourell · Salomó · Salou · Sant Jaume d'Enveja · Sant Jaume dels Domenys · Santa Bàrbara · Santa Coloma de Queralt · Santa Oliva · Sarral · Savallà del Comtat · La Secuita · La Selva del Camp · Senan · La Sénia · Solivella · Tarragona · Tivenys · Tivissa · La Torre de Fontaubella · La Torre de l'Espanyol · Torredembarra · Torroja del Priorat · Tortosa · Ulldecona · Ulldemolins · Vallclara · Vallfogona de Riucorb · Vallmoll · Valls · Vandellòs i l'Hospitalet de l'Infant · El Vendrell · Vespella de Gaià · Vila-rodona · Vila-seca · Vilabella · Vilalba dels Arcs · Vilallonga del Camp · Vilanova d'Escornalbou · Vilanova de Prades · Vilaplana · Vilaverd · La Vilella Alta · La Vilella Baixa · Vimbodí i Poblet · Vinebre · Vinyols i els Arcs · Xerta